# Oruç Reis
Oruç Reis (förnamnet även skrivet Aruk eller Horuk, och även känd under efternamnet Urudj en turkisk form av roze och kallad Barbarossa), född omkring 1473, död 1518, var en sjörövare i början av 1500-talet. Han var bror till Khair ed-Din.
Oruç Reis fördrev 1515 spanjorerna från Algeriet och grundade en sjörövarstad i Nordafrika.